# Florisuginae
Florisuginae là một trong sáu phân họ thuộc họ Trochilidae (họ Chim ruồi). Phân họ này bao gồm hai chi, mỗi chi có hai loài.

## Phân loại
Phân họ này có 2 chi:
- Chi Topaza
  - Topaza pella
  - Topaza pyra
- Chi Florisuga
  - Florisuga mellivora
  - Florisuga fusca